# Charles-François Beautemps-Beaupré
Pour les articles homonymes, voir Beautemps, Beaupré et Beautemps-Beaupré.
Charles-François Beautemps-Beaupré, né à La Neuville-au-Pont en Champagne le 6 août 1766 et mort à Paris le 16 mars 1854, est un ingénieur hydrographe et cartographe français, membre de l'Académie des sciences et du Bureau des longitudes. Il est considéré comme le père de l'hydrographie moderne.

## Biographie
D’abord employé comme élève sans traitement, sous les ordres de son cousin Jean-Nicolas Buache, hydrographe en chef du dépôt de la Marine en 1783, Beautemps-Beaupré ne tarda pas à faire preuve de qualités exceptionnelles dans le domaine de l’hydrographie. Devenu ingénieur dès 1785, il fut l’auteur des cartes du Neptune de la Baltique, avant d’embarquer sur La Recherche sous les ordres d'Entrecasteaux en tant que premier ingénieur hydrographe, pour aller à la recherche de La Pérouse (1791), dont on avait perdu la trace depuis 1788.
En 1789 il fut chargé du relevé des côtes de Dunkerque.
De 1791 à 1796, Beautemps-Beaupré profita donc de l’expédition pour réaliser les levés des côtes des pays visités. C’est au cours de cette mission qu’il expérimenta de nouvelles méthodes, en particulier le cercle à réflexion de Jean-Charles de Borda, et fixa les fondements qui ont fait de l’hydrographie une véritable science et qui furent bientôt adoptés par toutes les marines.
L’Appendice au voyage de D’Entrecasteaux, qui contient l’ensemble des travaux de Beautemps-Beaupré datant de cette époque, eut d’ailleurs un retentissement considérable, lors de sa parution en 1808, car celui-ci « révolutionnait les méthodes hydrographiques » utilisées jadis.
Rentré en France en 1796, il fut nommé en 1799 sous-conservateur du dépôt des cartes et plans de marine et procéda à partir de 1799 à la reconnaissance du littoral de l'Empire français. Il fut chargé, sous l’Empire puis sous la Restauration, de l’exécution de tous les grands travaux hydrographiques. Il fut notamment chargé en 1806 d'effectuer la reconnaissance des côtes orientales de la mer Adriatique. Il en compila toutes les données dans de nombreuses planches et cartes. Ceux-ci lui valurent d’entrer en 1810 à l’Académie des Sciences. Son éloge fut lu par Léonce Élie de Beaumont en 1859. De 1811 à 1813, il fut chargé des côtes de Hollande et d'Allemagne jusqu'à Lübeck. Il suivit également la Grande armée pour effectuer des levés sur la Vistule.
Il fut nommé en 1814 ingénieur hydrographe en chef et dirigea de 1814 à 1838 la rédaction des nouvelles cartes des côtes de la France. Avec Beautemps-Beaupré commença l’ère des levés côtiers méthodiques et, sous sa direction, le service hydrographique entreprit un nouveau levé complet des côtes nord et ouest de la France. Le Pilote Français (imprimés en 1844 dans 6 atlas grand in-folio), témoignage de vingt campagnes à la mer dirigées par Beautemps-Beaupré, étudie toutes les côtes occidentales et septentrionales de la France depuis Bayonne jusqu’à Dunkerque. Ces documents ne contiennent pas moins de 150 cartes et plans, 279 vues et 184 tableaux des hautes et basses marées, formant un ensemble de 613 travaux distincts qui sont autant de trésors pour la navigation. Cette œuvre fait encore l’admiration du monde maritime et, selon les mots de Frédéric Chassériau « restera, le plus beau titre de l’hydrographie contemporaine aux yeux de la postérité ».
Il était grand officier de la Légion d'honneur, chevalier de Saint-Louis et chevalier de Saint-Michel.
Une exposition intitulée La vie et l'œuvre de Beautemps-Beaupré (1766-1854), organisée par le Service hydrographique de la Marine, lui a été consacrée en 1954 au Musée national de la Marine.

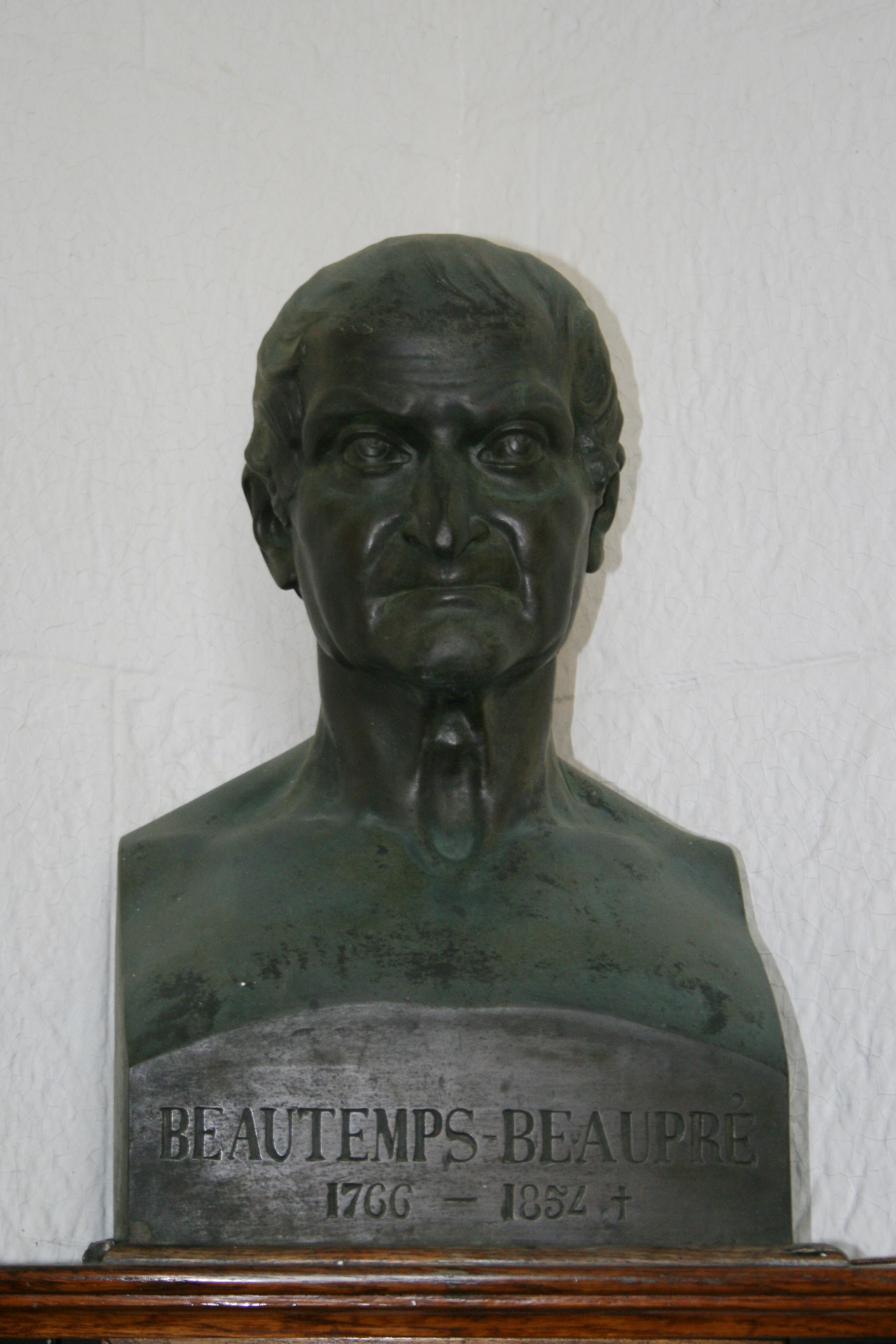
Buste dans le phare de Goulphar à Belle-Ile.
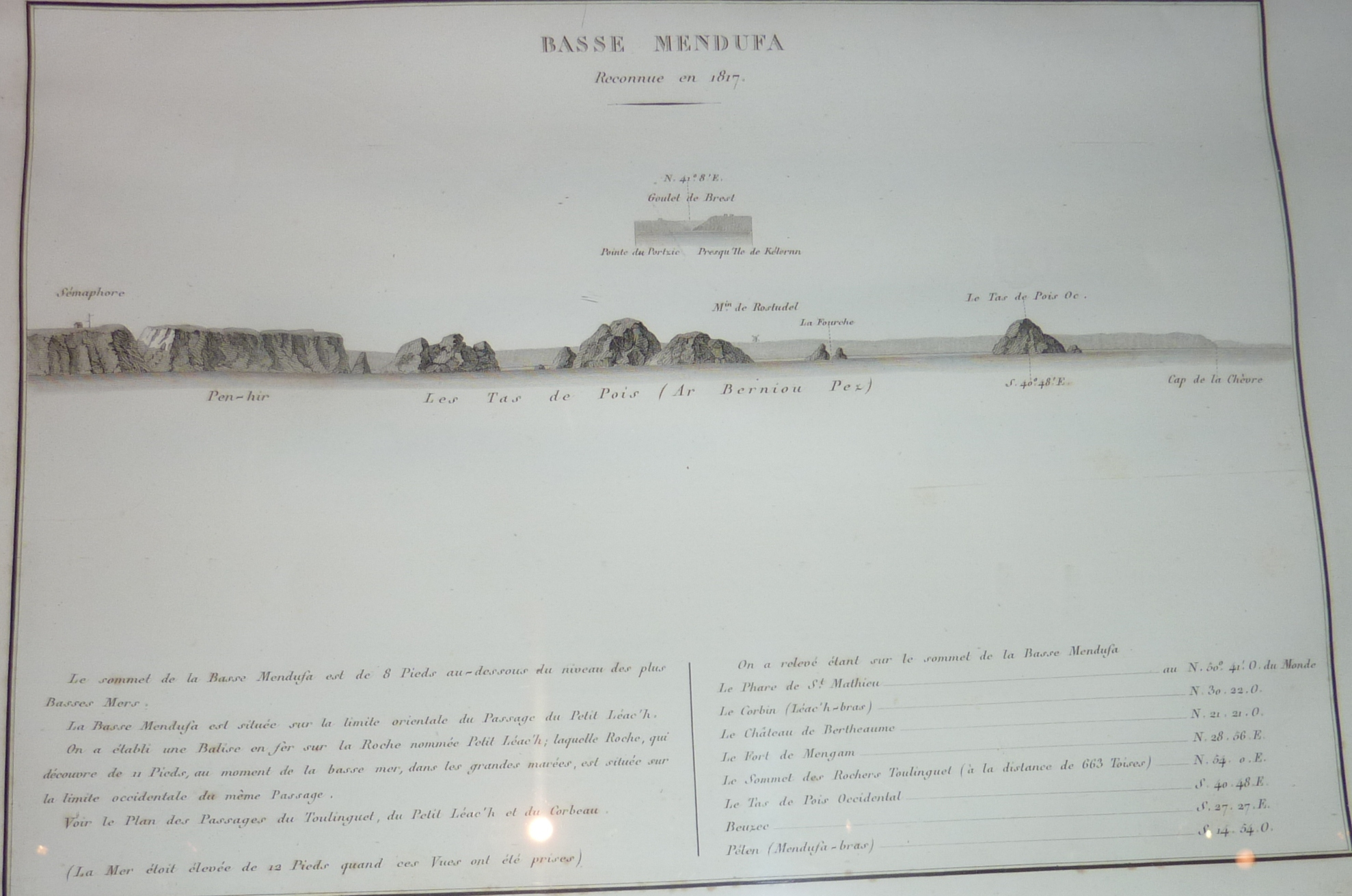
Coupe des Tas de Pois par Charles-François Beautemps-Beaupré (1822).
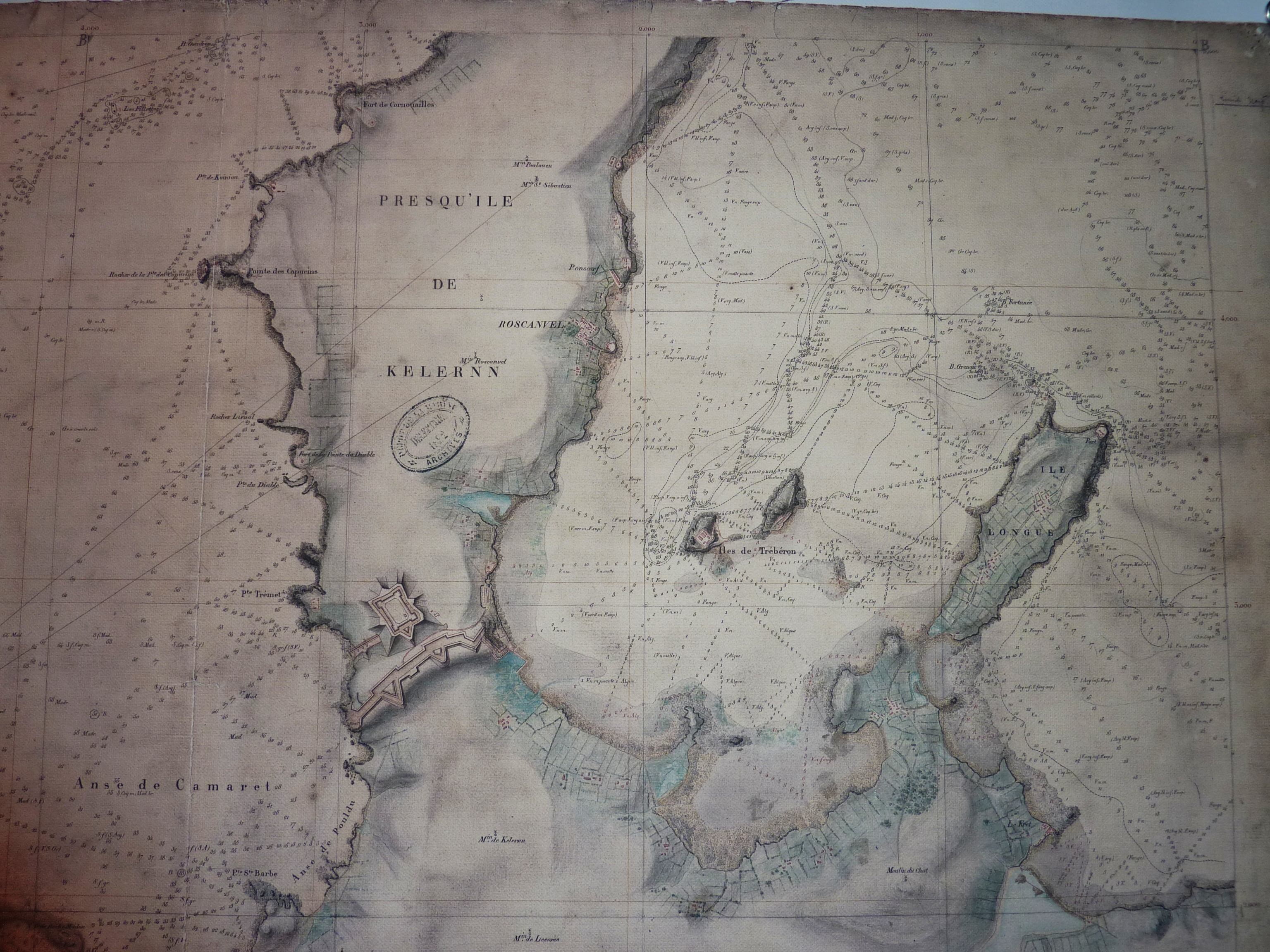
Carte de la Presqu'île de Quélern (Presqu'île de Roscanvel) par Charles-François Beautemps-Beaupré (1817).
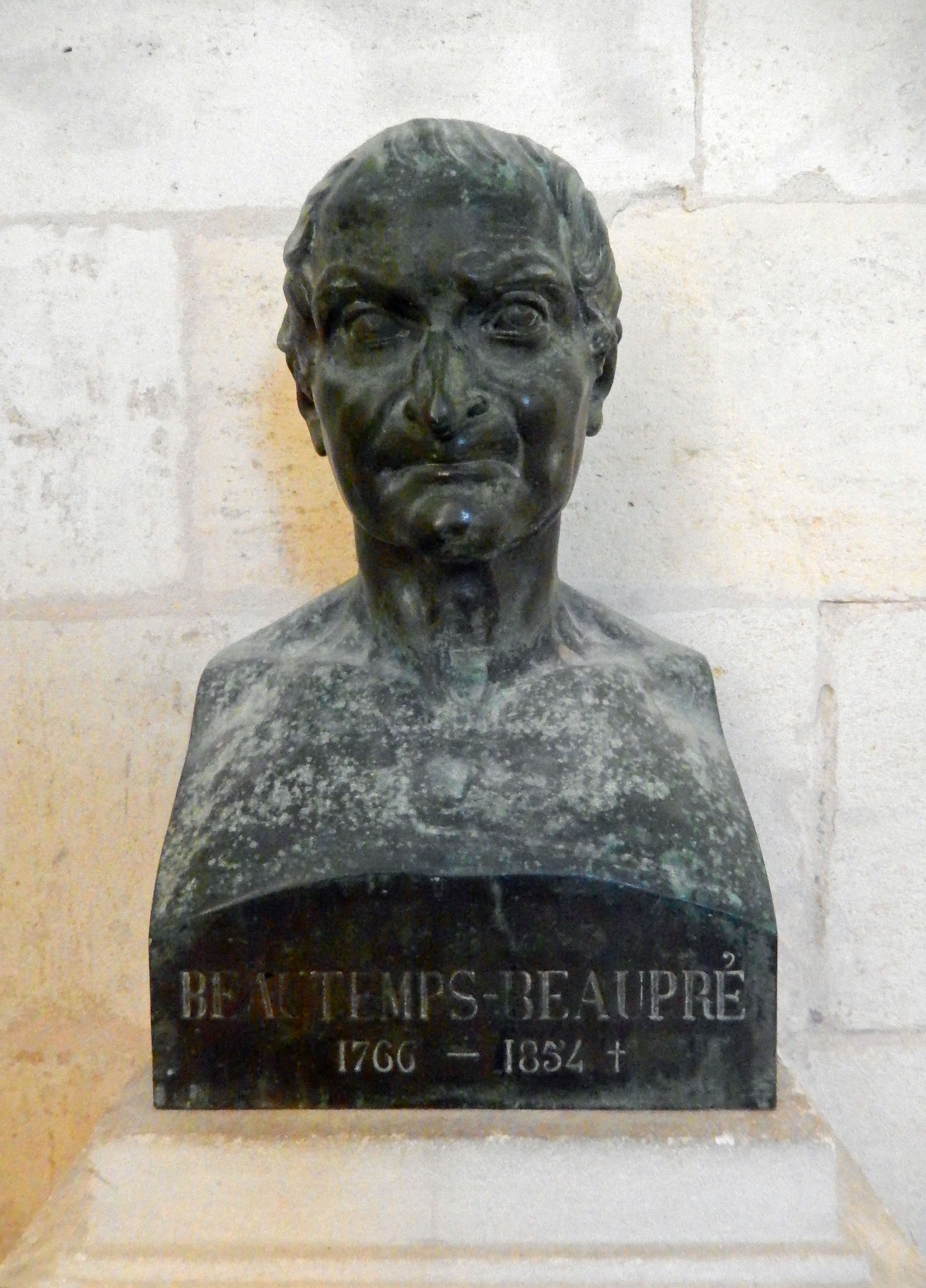
Le Verdon, Gironde, phare de Cordouan, salle des rois, buste de Charles-François Beautemps-Beaupré.

## Divers

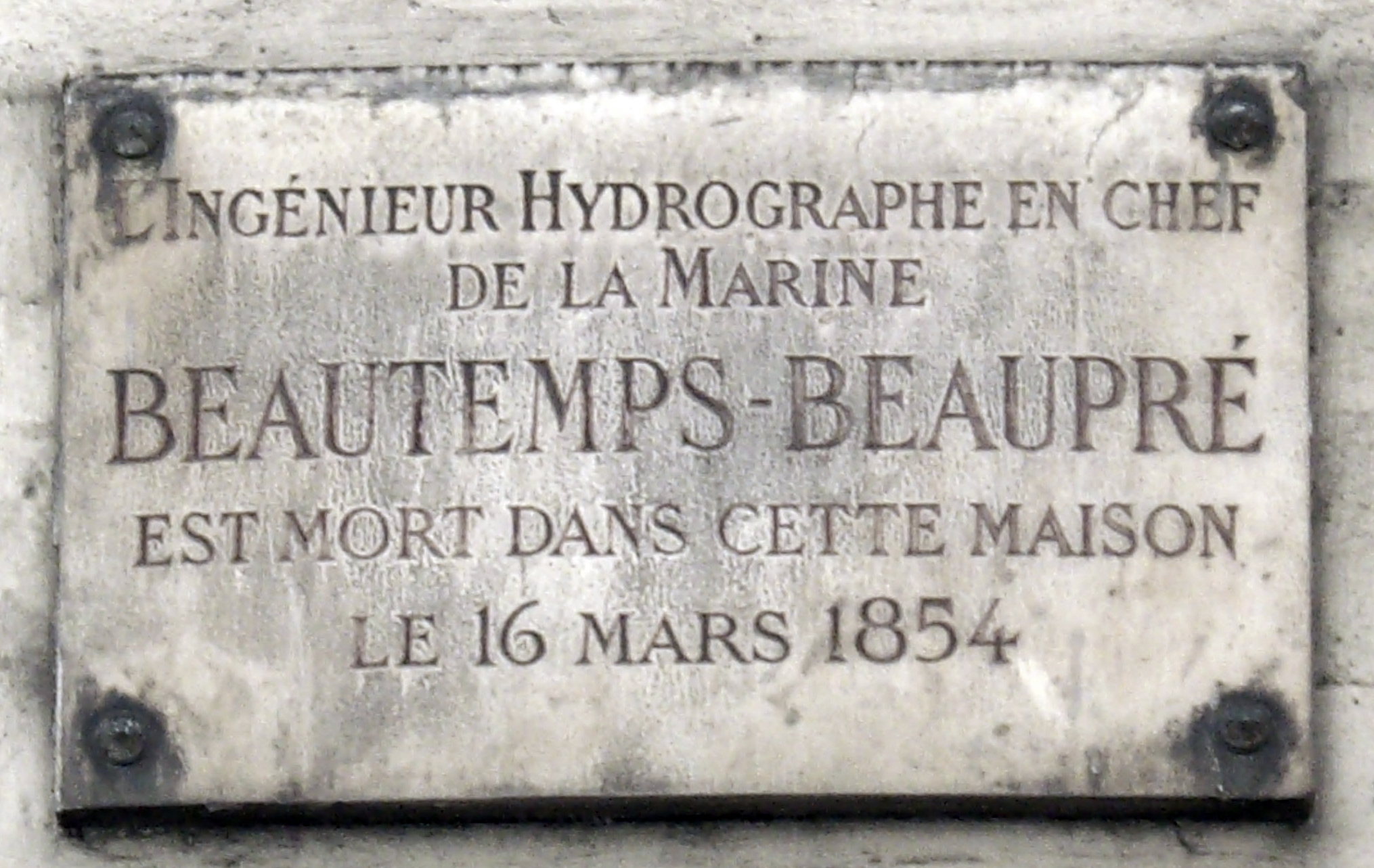
Plaque 54 rue des Saints-Pères (Paris), où il mourut.

- Cinq navires de la marine nationale ont porté son nom:
  - un croiseur de 3e classe (1872-1896)
  - l'ex patrouiller D'Estaing (1919-1935)
  - un aviso colonial dérivé de la classe Bougainville (sabordé avant la fin de sa construction en 1940)
  - un aviso hydrographe, l'ex ravitailleur Sans Soucis (1946-1969)
  - un bâtiment hydrographique et océanographique mis à disposition du Service hydrographique et océanographique de la marine (2002-)
- Un buste du grand homme se trouve notamment dans le phare de Dunkerque, dans le phare de Goulphar (Belle-Île-en-Mer) et dans la salle des rois du phare de Cordouan (Le Verdon, Gironde).
- L'île Beautemps-Beaupré en Nouvelle-Calédonie, au Nord-Ouest de l'ile d'Ouvéa, porte son nom[2].

## Distinctions
- Grand-croix de la Légion d'honneur, le 25 septembre 1844[3].